# تاني (ملكة)
هي شقيقة ملك يدعي إبب (أبوفيس كما نطق باليونانية)، من ضمن ملوك الأسرة الخامسة عشر الهكسوسية التي حكمت الدلتا وشمال مصر قبل قتالهم وطردهم خارج الحدود المصرية من ملوك الاسرة السابعة عشر والثامنة عشر، وهي القريبة الوحيدة المعروفة لأحد من ملوك هذه الأسرة، فلم يذكر في أي من المصادر المعاصرة لهم اسم زوجة أو أخت أو أم أخرى لأي من الملوك الستة الذين حكموا في تلك الأسرة.

## ذكرها على الآثار
ويظهر اسمها على أثرين، فيظهر على قطعة من لوحة مقسمة بين القاهرة (TD 8423) ومتحف فيينا (ÄS 8606)، وكذا على قائمة لحامل مائدة قرابين في متحف برلين (22487).

## ألقابها
وتحمل في الحالتين لقب أخت الملك فقط، فلم يثبت لها لقب زوجة الملك قط، لكن من المحتمل أن تكون قد تزوجت أخيها كذلك.